# Haruna Ikezawa
Haruna Ikezawa (池澤 春菜?, Ikezawa Haruna; Atene, 15 dicembre 1975) è un'attrice, doppiatrice e cantante giapponese.
Nota soprattutto per ruoli spensierati o misteriosi, è la figlia maggiore dell'autore Natsuki Ikezawa e nipote di Takehiko Fukunaga. Fino al 2002, è stata affiliata con 81 Produce.
È membro del gruppo di attrici "More Peach Summer Snow", insieme a Chiwa Saitō e Mamiko Noto, aggiungendosi Ryō Hirohashi. Inoltre tutte e quattro le doppiatrici hanno doppiato dei personaggi nell'anime Keroro

## Doppiaggio

### Anime
- Yukari Ashikawa in Alice SOS
- Yukarin in Atashin'chi
- Gō Seiba in Bakusō Kyōdai Let's & Go!!
- Lola in The Big O
- Nagisa Azuya in CLAMP Detective
- Porun in Pretty Cure e Pretty Cure Max Heart
- Porun in Eiga Futari wa Pretty Cure Max Heart
- Porun in Pretty Cure Max Heart 2 - Amici per sempre
- Puroisuto in Gaiking: Legend of Daiku-Maryu
- Miyu Yamazaki in Gals!
- Chelsea in Guardian Hearts
- Amabie in Gegege no Kitaro
- Runa Gusuku in Gravion
- Noriko Ukai in Gravitation
- Hiroko Haruna, Torahamu-chan in Hamtaro
- Aoi Hidaka in Jūsō Kikō Dancouga Nova
- Hana in Karakuri Kiden Hiwou Senki
- Kaori Okita in Kidō Shinsengumi Moeyo Ken
- Mao Mizusawa in KimiKiss pure rouge
- Fumi Kindaichi in Kinda'ichi Case Files
- Yoshino Shimazu in Maria-sama ga Miteru
- Keimi in One Piece
- Miner in Taiyō no ko Esuteban
- Punky in RESTOL, The Special Rescue Squad
- Momoka Nishizawa in Keroro (Doppiata in italiano da Debora Magnaghi)
- Gōjasu in Uchūjin Tanaka Tarō
- Cristine Hanakomachi in UFO Baby
- Mirei in Virus
- Li-en in Zatch Bell!
- Porun in Eiga Pretty Cure All Stars DX - Minna tomodachi Kiseki no zenin daishūgō!
- Porun in Eiga Pretty Cure All Stars DX 2 - Kibō no hikari Rainbow Jewel wo mamore!
- Porun in Eiga Pretty Cure All Stars DX 3 - Mirai ni todoke! Sekai wo tsunagu Niji-iro no hana

### OVA
- Athena Asamiya in The King of Fighters: Another Day

### Animazione teatrale
- Momoka Nishizawa in Keroro Gunso the Movie

### Videogiochi
- Ouka Shirase in Ayakashi Ninden Kunoichiban
- Marie in Atelier Marie: The Alchemist of Salburg, Cross Edge, Atelier Elkrone: Dear for Otomate e Nelke & the Legendary Alchemists: Ateliers of the New World
- Coco Bandicoot in Crash Bash
- Coco Bandicoot in Crash Bandicoot 2: Cortex Strikes Back
- Coco Bandicoot in Crash Bandicoot 3: Warped
- Coco Bandicoot in Crash Team Racing
- Li-en in Konjiki no Gash Bell
- Athena Asamiya in The King of Fighters, Shinobi Master Senran Kagura: New Link e SNK Heroines: Tag Team Frenzy
- Diana e Foxy in The King of Fighters 2001, The King of Fighters 2002: Unlimited Match e The King of Fighters XIII
- Jessica de Alkirk in Lunar: Silver Star Story Complete e Lunar: Silver Star Harmony
- Death e Lovers in Magical Drop III
- Mai Argiano in Quartett!
- Runa Gusuku, Aoi Hidaka in Super Robot Wars
- Tipo in Tales of Xillia
- Echidna, Rollo e Porun in Granblue Fantasy
- Breeze in Arknights
- Kisara in Tales of Arise